# Margaretaflätor

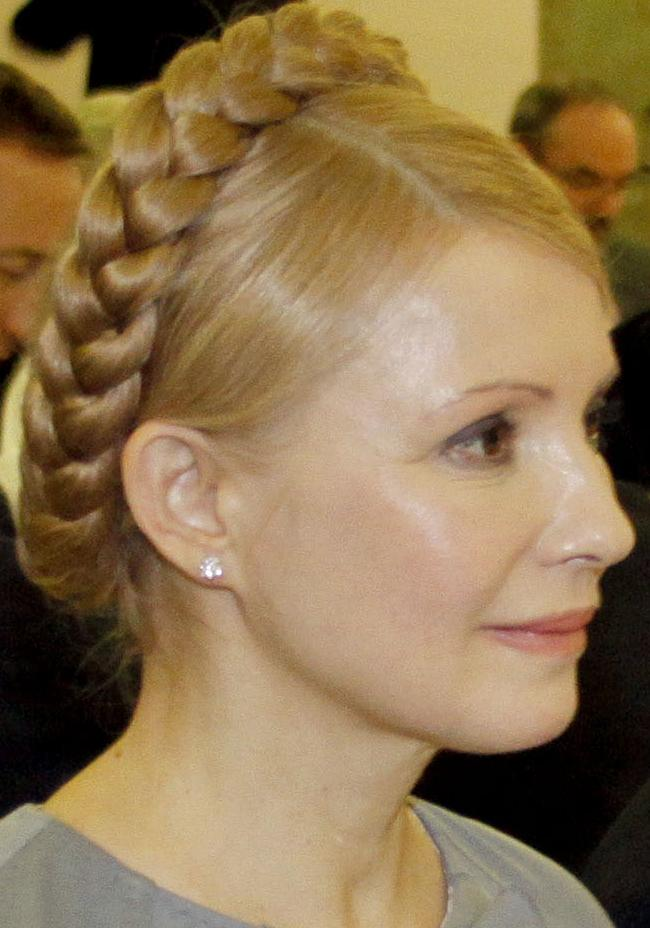
Margaretaflätor på Julija Tymosjenko.

Margaretaflätor, även kallat flätkrans, är en frisyr där håret bärs i flätor som fästs ovanpå huvudet. Flätade frisyrer har historiskt varit mycket vanliga och är ett omtyckt sätt att bära håret på, de förekommer i många olika kulturer och sammanhang och finns i mängder av varianter. 
Sedan omkring 2005 har flätor fått ökad popularitet som modefrisyr och även margaretaflätor har synts oftare på kändisar och modevisningar.
 Den ukrainska politikern Julia Tymosjenko är känd för att bära en variant av denna frisyr. Den engelska termen är heidi braids eller crown braid.